# Sculptor-Galaxie
Die Sculptor-Galaxie bzw. Silberdollar-Galaxie (auch NGC 253 genannt) ist eine aktive Balken-Spiralgalaxie vom Hubble-Typ SBc mit hoher Sternentstehungsrate im Sternbild Bildhauer am Südsternhimmel. Sie hat eine Winkelausdehnung von 27′,5 × 6′,8 und eine scheinbare Helligkeit von 7,3 mag und ist damit nach Centaurus A und Messier 81 die dritthellste Galaxie außerhalb der Lokalen Gruppe. Die Sculptorgalaxie ist mit 11 Millionen Lichtjahren Entfernung eine der nächsten Galaxien außerhalb der Lokalen Gruppe und von ähnlicher Größe und Gestalt wie die Milchstraße, der Durchmesser beträgt etwa 100.000 Lichtjahre.
Allerdings ist die Position dieser Galaxie am Himmel zu weit südlich, um in Mitteleuropa gut beobachtbar zu sein, so dass sie trotz ihrer Helligkeit nicht im Messier-Katalog enthalten ist. Die Galaxie wurde von der deutschen Astronomin Caroline Herschel am 23. September 1783 entdeckt und ist die nächstgelegene Starburstgalaxie.
Die Sculptor-Galaxie ist das hellste Mitglied der etwa 10 Millionen Lichtjahre entfernten Sculptor-Galaxiengruppe, zu der auch die Galaxien NGC 55, NGC 247, NGC 300 und NGC 7793 gehören.
Im Jahr 2008 wurde eine hochaufgelöste Mosaik aus Aufnahmen des Hubble-Weltraumteleskops veröffentlicht. Im Jahr 2025 veröffentlichte die ESO ein spektral aufgelöstes Bild der Galaxie mit dem sich unter anderem anhand der erfassten Dopplerverschiebung von Spektrallinien die Rotation der Galaxie rekonstruieren lässt.

Detailaufnahme des Hubble-Weltraumteleskops, in der einzelne Sterne der Galaxie zu erkennen sind
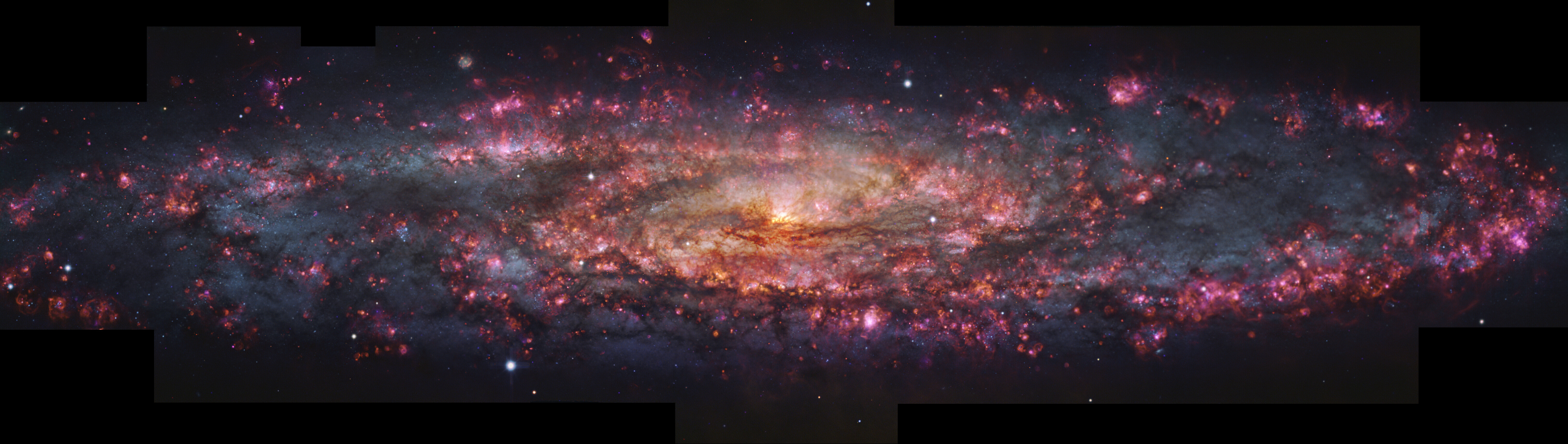
Spektal aufgelöste Aufnahme mit dem Instrument MUSE am Very Large Telescope
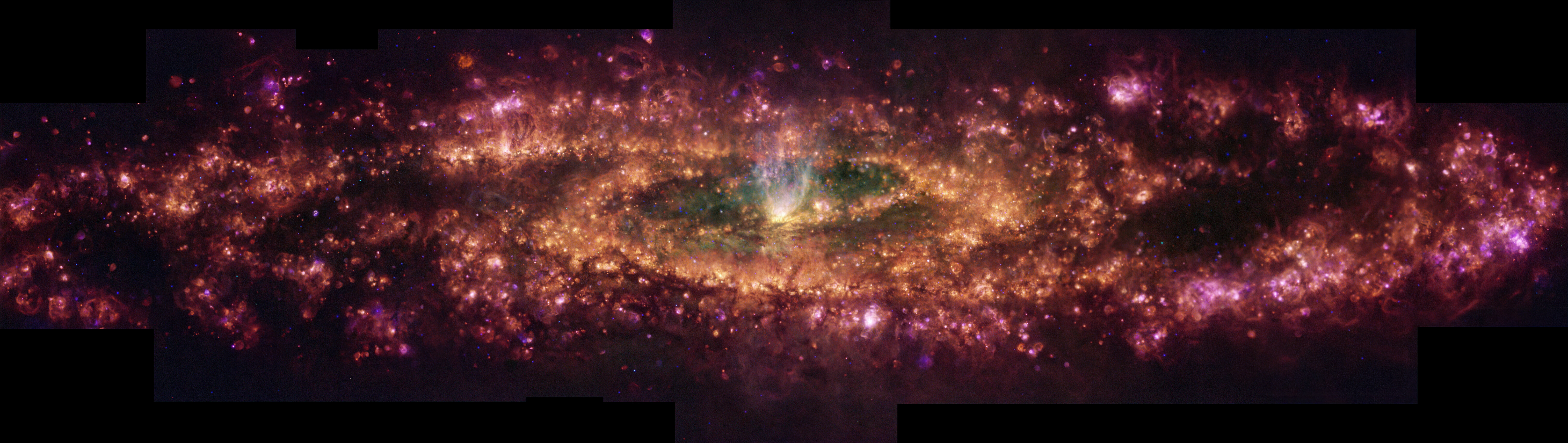
Abbildung mittels MUSE, die nur ausgewählte ioniserte Gase  zeigt. Der Ionisationsmechanismus variiert: Anregungen durch neuentstandene Sterne erscheinen rosa, der weiße Kegel in der Mitte ist eine Ausströmung des zentralen supermassiven Schwarzen Lochs.
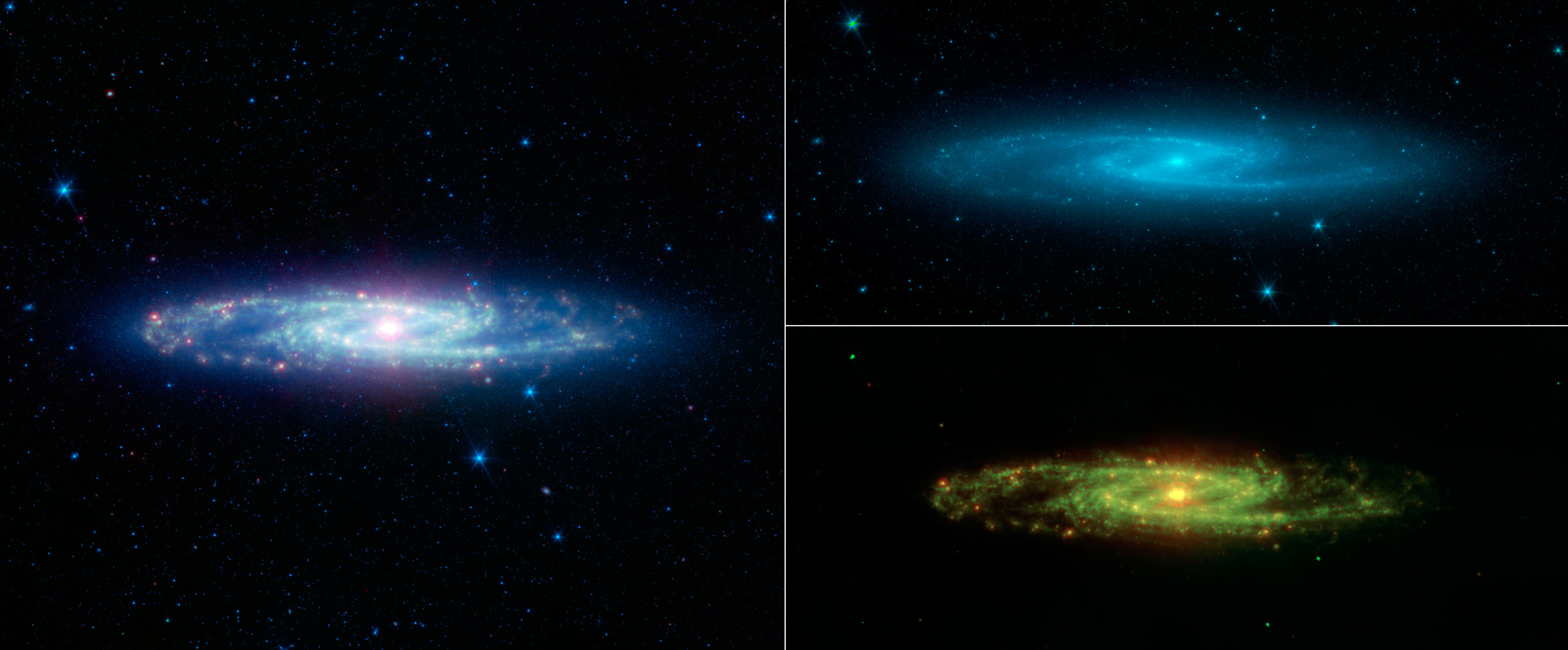
Infrarotstrahlung erfasst durch das Spitzer-Weltraumteleskop: Die Wellenlängen 3,6 µm und 4,5 µm sind blau/cyan wiedergegeben, 8 µm grün, 24 µm rot.
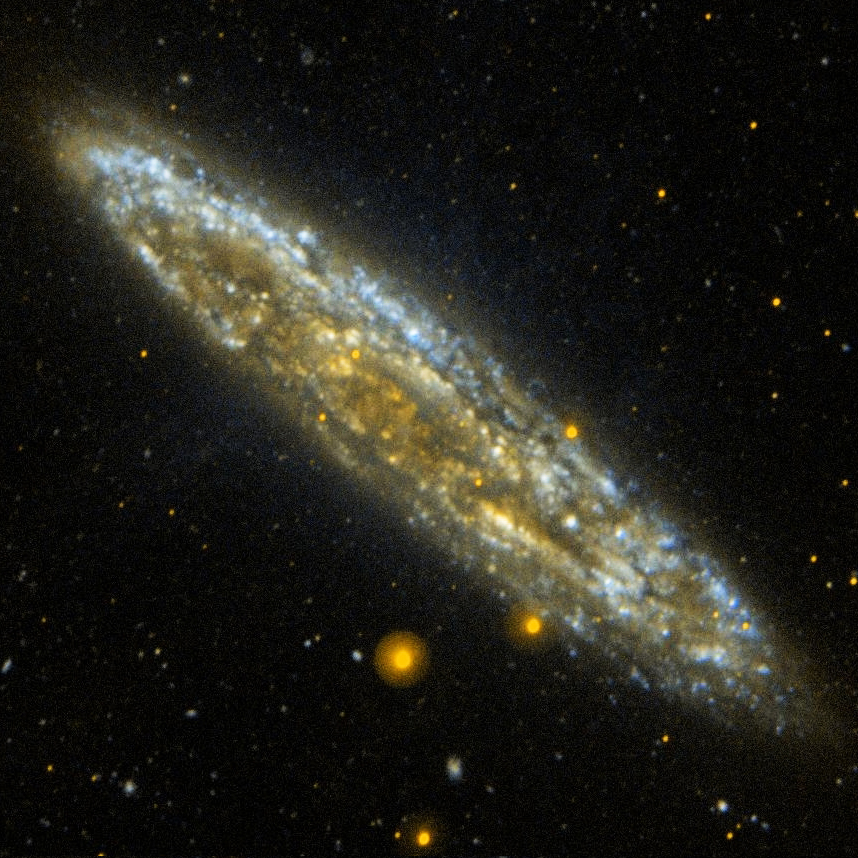
Ultraviolettstrahlung, erfasst durch GALEXUltraviolettstrahlung, erfasst durch GALEX